# Patent plavo V
Patent plavo V ili patent Blue V (C.I. 42051) je nebesko plava sintetičko trifenilmetansko bojilo koje se koristi kao bojilo za hranu. Kao aditiv za hranu ima E broj E131. To je natrijeva ili kalcijeva sol [4-(a-(4-dietilaminofenil)-5-hidroksi-2,4-disulfofenilmetiliden)-2,5-cikloheksadien-1-iliden] dietilamonij hidroksida unutarnje soli. Ne koristi se često, ali u Europi ga se mogu naći u škotskim jajima, određeni slatkiši od želea, plavi Curaçao (liker), određeni želatinski deserti, između ostalog. Važna prednost je vrlo snažna boja koju daje čak i pri niskoj koncentraciji, a nedostatak je što prilično brzo blijedi kad je izložena svjetlosti.
U medicini se patent plavo V koristi u limfografiji i biopsiji sentinelnog čvora kao boja za bojanje limfnih žila. Također se koristi u tabletama koje otkrivaju zube kao mrlje koje pokazuje zubne naslage na zubima.  Nijansa boje ovisi o pH vrijednosti. U vodenoj otopini njegova će boja se mijenjati od tamnoplave u alkalnom ili slabo kiselom mediju do žuto-narančaste u jačim kiselim uvjetima. Koristan je kao pH pokazatelj u rasponu od 0,8 do 3,0. Struktura je također redoks-osjetljiva i mijenja se iz reduciranog žutog u oksidirani crveni oblik u otopini. Potencijal smanjenja od oko 0,77 V sličan je onom kod ostalih trifenilmetanskih boja. Koristan je kao reverzibilni redoks pokazatelj u nekim analitičkim metodama.
Za dobivanje zelenih, ljubičastih ili smeđih tonova miješa se s ostalim umjetnim bojilima. Pojedina znanstvena istraživanja pokazuju da može uzrokovati mučninu i utjecati na snižavanje krvnoga tlaka. U organizmu se ne razgrađuje, nego se najvećim dijelom izlučuje u nepromijenjenu obliku. Često konzumiranje nije preporučljivo. Izbjegavati! Patent plavo V zabranjena je kao prehrambeno bojilo u Australiji i SAD-u, jer zdravstveni službenici u tim zemljama sumnjaju da može izazvati alergijske reakcije, a simptomi se kreću od svrbeža i osipa (koprivnjača) do mučnine, hipotenzije i u rijetkim slučajevima anafilaktičkog šoka; stoga se u tim zemljama ne preporučuje djeci.

## Prihvatljivi dnevni unos ili ADI
U svrhu zaštite potrošača i s ciljem smanjenja zdravstvenih rizika za aditive se određuje prihvatljivi dnevni unos - ADI (eng. Acceptable Daily Intake). To je količina aditiva za koju se smatra da je potrošač može unositi u organizam bez štetnih posljedica po zdravlje. ADI se izražava u miligramima nekog aditiva po kilogramu tjelesne težine, a temelji se na rezultatima pokusa na životinjama u kojima se izračunavaju količine aditiva koje ne narušavaju zdravlje laboratorijskih životinja, to jest takozvani Observed Adverse Effective Level (NOAEL). Te vrijednosti preračunavaju se u dnevnu dozu za ljude (ADI/PDU) tako da se obično umanjuju sto puta. 
Prihvatljivi dnevni unos za patent plavo V je 15 mg/kg tjelesne težine.
| Dopuštena upotreba                                                                                              | Količina  |
| --- | --------- |
| Pripravci namijenjeni kontroli tjelesne mase, pripravci koji se uporabljuju pod medicinskim nadzorom            | 50 mg/kg  |
| Grickalice: začinjeni proizvodi za grickanje i orašasti plodovi sa začinskim smjesama                           | 100 mg/kg |
| Bezalkoholna aromatizirana pića, dodaci prehrani u tekućem obliku                                               | 100 mg/L  |
| Smrznuti aromatizirani deserti (sladoledi)                                                                      | 150 mg/kg |
| Neka alkoholna pića, aromatizirana pića na osnovi vina, aromatizirani vinski koktelski proizvodi                | 200 mg/L  |
| Bombonski proizvodi i slične slastice, senf, dodatci prehrani u krutom obliku, zamjena za kavijar - riblja ikra | 300 mg/kg |
| Dekoracije, ukrasi, preljevi                                                                                    | 500 mg/kg |

## Triarilmetanska bojila
Triarilmetanska bojila su bojila koja se izvode strukturno od bezbojnog trifenilmetana (C6H5)3CH. Najčešća među njima su trifenilmetanska, a manji dio pripada derivatima difenil-naftilmetana C10H7·CH·(C6H5)2. U para-položaju prema centralnom ugljikovu atomu moraju se u molekuli nalaziti na arilnim grupacijama najmanje dvije auksokromne skupine. Kromofor je ove skupine p-kinonoidna grupacija O=C6H4=O, odnosno 0=C6H4=NH. Prema broju i karakteru auksokromnih grupa dijele se ta bojila na trifenilmetanske derivate s dvije amino-grupe, na iste derivate s tri amino-grupe, na hidroksi-trifenilmetanske derivate, aminohidroksi-derivate i derivate difenilnaftilmetana. U svakoj od ovih grupa nalaze se bojila različitih svojstava bojenja: bazna, kisela, močilna i bojeni lakovi. Ako molekula bojila sadrži grupu —COOH u o-položaju prema grupi —OH, bojilo je močilno. Uvođenjem sulfonskih grupa u molekulu dobivaju se od baznih bojila kisela. Sulfonske grupe koje se nalaze u o-položaju prema centralnom ugljikovom atomu povećavaju postojanost prema alkalijama. Bojeni lakovi nastaju od baznih bojila taloženjem s fosformolibdenskom ili fosforvolframskom kiselinom. Trifenilmetanskim bojilima postižu se neobično živahna, briljantna i čista obojenja crvene, ljubičaste, modre i zelene boje, ali su im postojanosti općenito niske, osobito na svjetlu i prema alkalnoj obradi. Zbog toga im upotreba sve više opada u korist postojanih bojila. Bazni predstavnici se najviše upotrebljavaju za bojenje svile i močenog pamuka, a kiseli i močilni za bojenje vune. Najveće količine ovih bojila troše se izvan tekstilne upotrebe, i to za bojenje papira, drveta, šibica, u proizvodnji grafičkih boja, za tinte, kao boje u kozmetici i prehrambenoj industriji.

### Diamino-derivati trifenilmetana
Od diamino-derivata trifenilmetana valja u prvom redu spomenuti malahitno zelenilo, C.I. 42000. Patent plavo V, C.I. 42051, priprema se kondenzacijom m-hidroksibenzaldehida s 2 mola dietilanilina, sulfuriranjem i oksidacijom, a dolazi na tržište kao kalcijeva sol. Uz upotrebu benzaldehid-2,4-disulfonske kiseline i dietilanilina nastaje Patentblau VF, C.I. 42045; ako se mjesto dietilanilina uzme etilbenzil-anilin, dobiva se Patentblau A, C.I. 42080.